# Viorica Susanu
Viorica Susanu (Galați, 29 ottobre 1975) è una canottiera rumena, vincitrice di 4 medaglie d'oro e una di bronzo nel 2 senza e nell'8 con, tra le Olimpiadi di Sydney 2000 e quelle di Pechino 2008.

## Palmarès
- Olimpiadi

Sydney 2000: oro nell'8 con.
Atene 2004: oro nel 2 senza e nell'8 con.
Pechino 2008: oro nel 2 senza e bronzo nell'8 con.
- Campionati del mondo di canottaggio

1997 - Lago di Aiguebelette: oro nell'8 con e bronzo nel 2 di coppia.
1998 - Colonia: oro nell'8 con e bronzo nel 2 di coppia.
1999 - St. Catharines: oro nell'8 con.
2001 - Lucerna: oro nel 2 senza e argento nell'8 con.
2002 - Siviglia: oro nel 2 senza.
2003 - Milano: argento nell'8 con e bronzo nel 2 senza.
2007 - Monaco di Baviera: argento nell'8 con e bronzo nel 2 senza.
- Campionati europei di canottaggio

2007 - Poznań: oro nell'8 con.
2008 - Maratona: oro nel 2 senza.
2012 - Varese: oro nell'8 con.